# Cameron Cole
Cameron Cole (ur. 3 lutego 1988) – nowozelandzki kolarz górski, mistrz świata juniorów.

## Kariera
Pierwszy sukces w karierze Cameron Cole osiągnął w 2006 roku kiedy zdobył brązowy złoty w downhillu juniorów podczas mistrzostw świata w Rotorua. W kategorii elite najlepszy wynik osiągnął na rozgrywanych w 2012 roku mistrzostwach świata w Leogang, gdzie był szesnasty. Pierwszy raz na podium zawodów Pucharu Świata w kolarstwie górskim stanął 6 czerwca 2010 roku w brytyjskim Fort William, gdzie był drugi. W zawodach tych wyprzedził go tylko reprezentant gospodarzy Gee Atherton, a trzeci był Greg Minnaar z RPA. Było to jego jedyne podium w sezonie 2010 i w klasyfikacji generalnej zajął ostatecznie jedenaste miejsce.